# Бромид галлия(III)
Бромид галлия — бинарное неорганическое соединение, соль металла галлия и бромистоводородной кислоты с формулой GaBr3, белые гигроскопичные  кристаллы, молекулы димерны.

## Получение
- Действием разбавленной бромистоводородной кислоты на галлий, его оксид, гидроксид или карбонат:

{\displaystyle {\mathsf {2Ga+6HBr\ {\xrightarrow {}}\ 2GaBr_{3}+3H_{2}}}}
{\displaystyle {\mathsf {Ga_{2}O_{3}+6HBr\ {\xrightarrow {}}\ 2GaBr_{3}+3H_{2}O}}}
{\displaystyle {\mathsf {Ga(OH)_{3}+3HBr\ {\xrightarrow {}}\ GaBr_{3}+3H_{2}O}}}
{\displaystyle {\mathsf {Ga_{2}(CO_{3})_{3}+6HBr\ {\xrightarrow {}}\ 2GaBr_{3}+2CO_{2}\uparrow +3H_{2}O}}}
- Непосредственное взаимодействие элементов:

{\displaystyle {\mathsf {2Ga+3Br_{2}\ {\xrightarrow {T}}\ 2GaBr_{3}}}}

## Физические свойства
Бромид галлия — бесцветные кристаллы.
Молекулы бромида галлия димеризованы, то есть реальная формула Ga2Br6.
Образует сольваты GaBr3•NH3 и GaBr3•6NH3.

## Химические свойства
- Гидролизуется водой:

{\displaystyle {\mathsf {GaBr_{3}+3H_{2}O\ {\xrightarrow {}}\ Ga(OH)_{3}+3HBr}}}
- Реагирует с разбавленными щелочами:

{\displaystyle {\mathsf {GaBr_{3}+3NaOH\ {\xrightarrow {}}\ Ga(OH)_{3}\downarrow +3NaBr}}}
- и концентрированными:

{\displaystyle {\mathsf {GaBr_{3}+4NaOH\ {\xrightarrow {}}\ Na[Ga(OH)_{4}]+3NaBr}}}

## Токсичность
Бромид галлия является высокотоксичным (очень ядовитым) и едким веществом. 
Класс опасности - 1.